# Gryllus brevicaudus
Gryllus brevicaudus är en insektsart som beskrevs av Weissman, D.C.F. Rentz, R.D. Alexander och Loher 19. Gryllus brevicaudus ingår i släktet Gryllus och familjen syrsor. Inga underarter finns listade i Catalogue of Life.